# José de Anchieta
Pour les articles homonymes, voir Anchieta et Saint Joseph.
Saint José de Anchieta (ou Joseph de Anchieta), né le 19 mars 1534 à San Cristóbal de La Laguna, Tenerife (Canaries), et décédé le 9 juin 1597 à Reritiba (Brésil), est un prêtre jésuite espagnol qui fut parmi les premiers missionnaires jésuites au Brésil, où il débuta l’évangélisation des populations indigènes. Considéré comme le fondateur de la ville de São Paulo, il est béatifié en 1980 et canonisé le 3 avril 2014 par le pape François. Liturgiquement, il est commémoré le 9 juin.

## Biographie

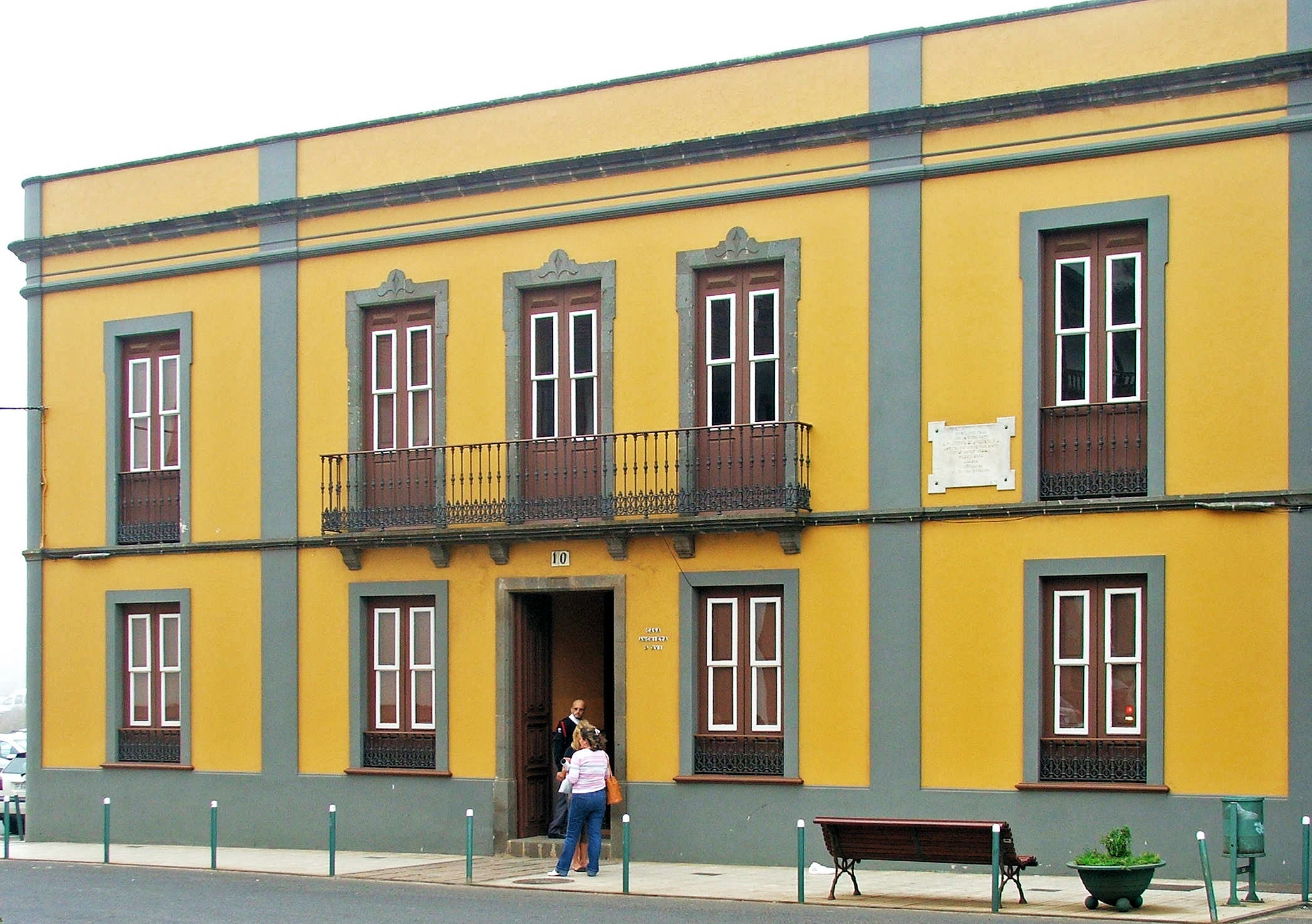
Maison de José de Anchieta à San Cristóbal de La Laguna (Tenerife).

Né le 19 mars 1534 à Tenerife, José de Anchieta était le fils du Basque Juan de Anchieta Zelayarán et de Mencía Díaz de Clavijo y Llarena. Mencía était la fille de Sebastián de Llarena, Juif converti au christianisme du royaume de Castille.
José de Anchieta entre en 1551 dans la jeune Compagnie de Jésus approuvée pour la seconde fois par le pape l'année précédente (1550). Durant le noviciat, il est victime d'un déboîtement de la colonne vertébrale qui reste un handicap toute sa vie. Deux ans plus tard, en 1553, il est envoyé par saint Ignace de Loyola au Brésil, où les établissements coloniaux portugais se multiplient. Anchieta fait partie du troisième groupe de missionnaires jésuites envoyés en Amérique latine. Dès 1554, il accompagne le père Manuel da Nóbrega dans un village indigène où ils espèrent établir un poste missionnaire et une école. Comme c'est la fête liturgique de saint Paul, ils baptisent leur mission Saint-Paul : la mégalopole moderne de São Paulo s'est développée à partir de ce poste. Anchieta y découvre qu'il peut facilement apprendre la langue tupi.
Anchieta est l'auteur du premier catéchisme en langue indigène (langue tupi), après avoir composé une première grammaire tupi. Doué pour la versification, il met en vers et rimes les vérités de la foi chrétienne, qu'il fait chanter par ses chrétiens Tupis, grands amateurs de chants et musique. L’évangélisation se fait de manière intégrale : la promotion humaine — dans ses dimensions sociale, morale et éducative — accompagne l’enseignement de la foi chrétienne.
Rapidement, Nóbrega et Anchieta se rendent compte de l’influence négative des Portugais qui vivaient dans les comptoirs commerciaux sur la côte atlantique. Leur vie dissolue corrompt les indigènes et les éloigne de la foi chrétienne. L’effort missionnaire est alors dirigé vers l’intérieur du pays. En 1563, accompagnant une fois de plus Nóbrega, qui tente de négocier une paix entre les Portugais et les Tamoios, José de Anchieta reste comme otage parmi les indigènes durant trois mois, le temps de conclure les négociations. C'est alors qu'il commence la composition, en latin, d'un long poème marial qui comptera 4 172 lignes.

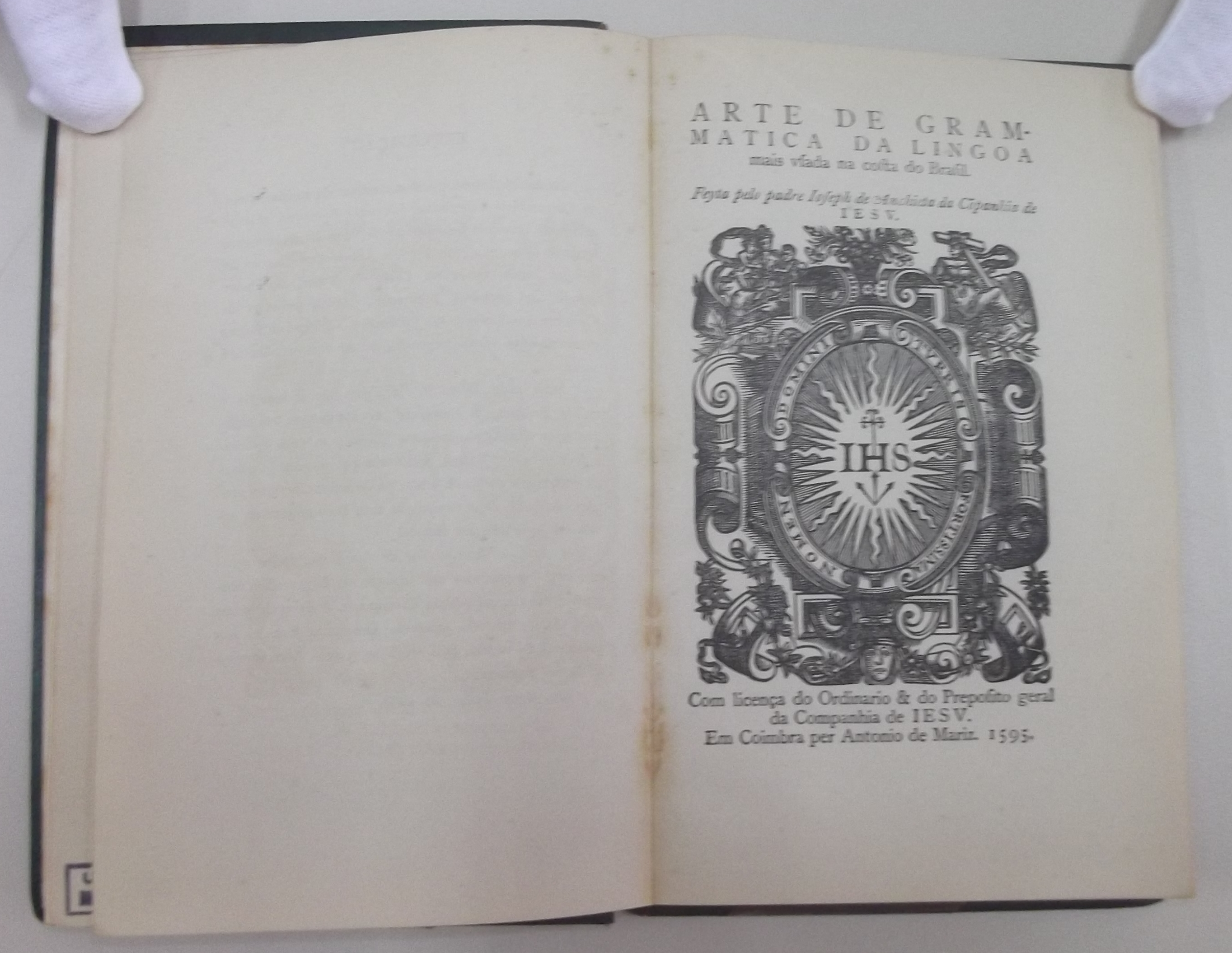
Grammaire de la langue Tupi composée par José de Anchieta (1595).

Ordonné prêtre en juin 1566 à Salvador de Bahia (Brésil), il est le supérieur du petit groupe de jésuites missionnaires durant dix ans. Toujours avec Manuel da Nóbrega, il fonde un autre poste missionnaire qui sera l'embryon de la ville de Rio de Janeiro. Écrivain dans l'âme, il se met à composer des pièces de théâtre. Suivant la tradition jésuite, les thèmes sont tirés de la Bible et de la foi chrétienne. Le but en est de les faire jouer par les élèves et d'édifier le public. Ce sont les premières pièces de théâtre écrites au Brésil.
En 1577, le père José de Anchieta est nommé supérieur provincial et est chargé de coordonner les activités apostoliques des Jésuites dans la région. Cela l'oblige à parcourir, en bateau, quelque 1 500 kilomètres de côtes. Devenu bossu, ces voyages lui sont pénibles et difficiles, surtout la marche à pied à l'intérieur du pays. Il demande à être relevé de ses fonctions, ce qui est accepté. Mais Anchieta reste actif : durant une dizaine d'années, il dirige un poste de mission reculé. Sa santé se détériorant, il est envoyé à Reritiba, dans l’actuel État d'Espirito Santo (Brésil), où il meurt le 9 juin 1597. Il a 63 ans. Son corps est ramené à Vitória, pour y être enterré.

## Souvenir et vénération

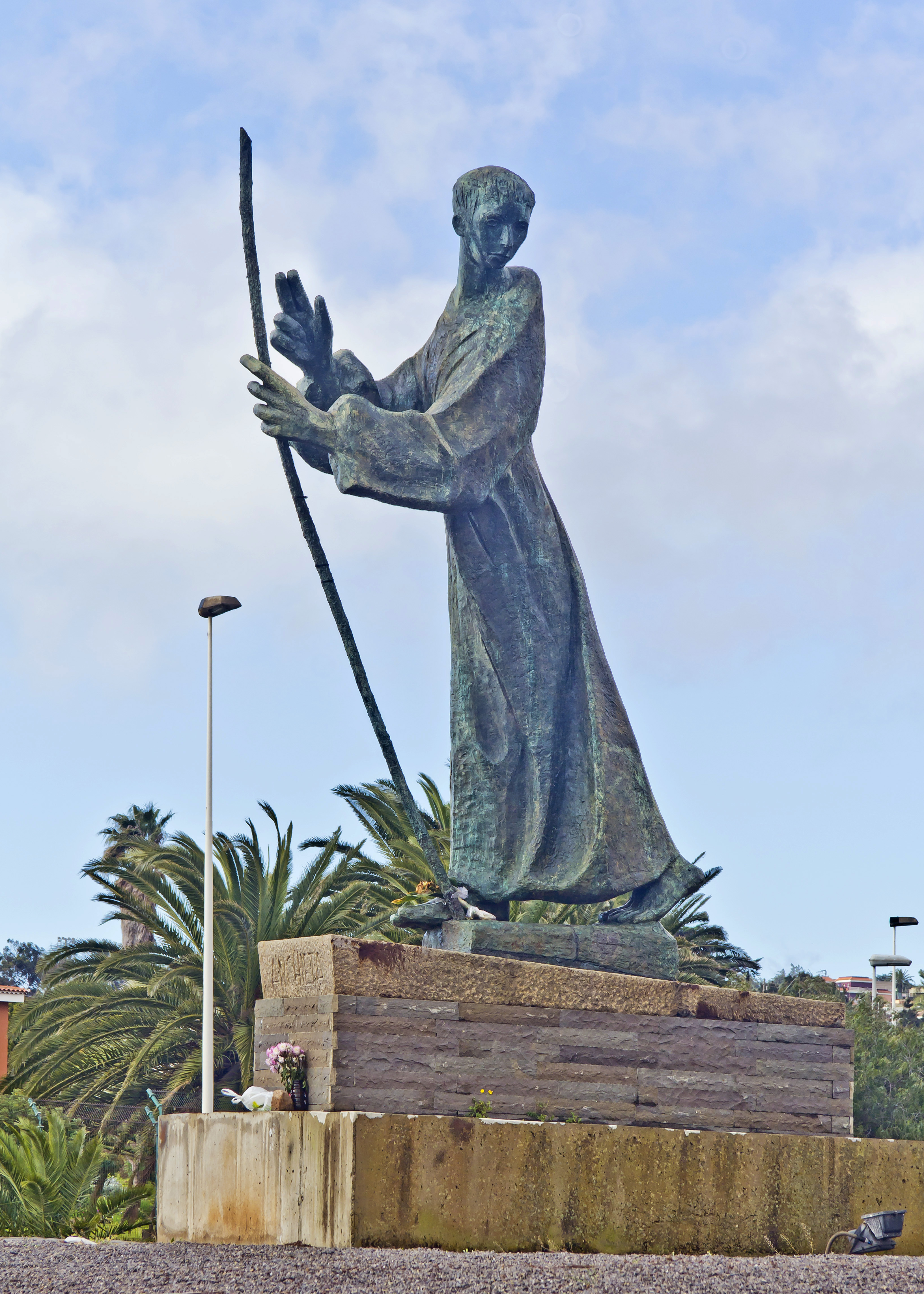
Monument à José de Anchieta, dans la ville de San Cristóbal de La Laguna à Tenerife.

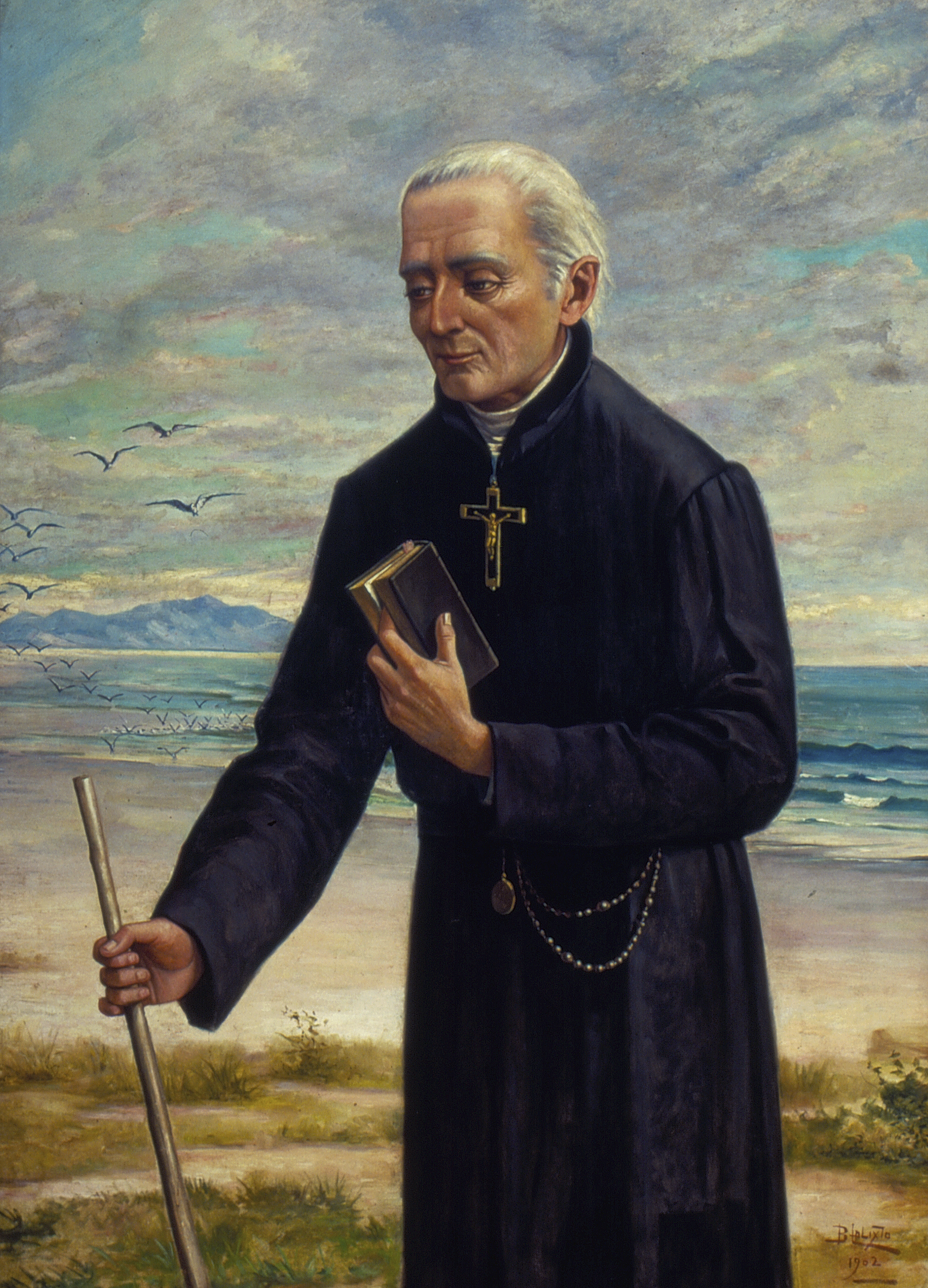
José de Anchieta, selon le peintre Benedito Calixto

- Surnommé l'« apôtre du Brésil », Anchieta est un héros national. Il a plusieurs fois reçu l’honneur de timbres dans son pays d’adoption. En particulier lorsque la ville de São Paulo fêta son 4e centenaire (en 1954) : le timbre émis à cette occasion porte son effigie.

- Dans sa ville natale, San Cristóbal de La Laguna à Tenerife, en particulier dans la cathédrale de San Cristóbal de La Laguna, une statue en bois et une relique du saint sont conduites en procession solennelle tous les 9 juin, date de sa fête selon le calendrier catholique. Dans cette ville est basée la Hermandad de los Caballeros de Anchieta, une confrérie religieuse dédiée au saint.

- Béatification : l’enquête préliminaire en vue de sa béatification commence dès 1617 dans la capitainerie de la Baie de Tous les Saints. L'acharnement du combat mené contre les Jésuites par le marquis de Pombal ralentit considérablement le processus entamé au XVIIe siècle. José de Anchieta est finalement béatifié le 22 juin 1980, par le pape Jean-Paul II.

- Canonisation : il a été canonisé le 3 avril 2014 par le pape François suivant la rare procédure de « canonisation équipollente ». L'annonce a été communiquée en premier lieu à trois prêtres des îles Canaries[6] (patrie de Anchieta) qui ont assisté à la messe du pape à son domicile de Santa Marta, et qui ont fait un rapport à l'évêque de Tenerife, Bernardo Álvarez Afonso[7]. L'Eucharistie d'action de grâce est célébrée par le pape François le 24 avril, dans l'église Saint-Ignace-de-Loyola, à Rome. Après Pedro de San José Betancur, José de Anchieta est le deuxième saint originaire des îles Canaries[8]. José de Anchieta est également considéré comme le troisième saint du Brésil, où il a fait son travail missionnaire. Anchieta a été le premier Espagnol à être canonisé par le pape François[9]. Liturgiquement, il est commémoré le 9 juin.

- « Sur les pas d’Anchieta » (Os Passos de Anchieta), est une route (au sens de pèlerinage chrétien) de 96 kilomètres qui, du nord au sud le long de la côte atlantique, va de Vitória à Anchieta (Reritiba), dans l’état d'Espírito Santo. Cette première route chrétienne d’Amérique est la reconstruction du trajet que faisait le missionnaire jésuite José de Anchieta tous les quinze jours, de Reritiba — son poste missionnaire parmi les indiens Temiminós (Tupis) — au collège jésuite de Vitória où il avait d’autres fonctions. Durant les dix dernières années de sa vie, Anchieta, surnommé « Abará-bebe » (le ‘’saint ailé’’) pour la rapidité de sa marche, fit ce trajet. La dernière fois, ce fut un cortège funèbre : 3000 indigènes couvrirent la distance pour ramener le corps du missionnaire au collège de Vitoria. En 1998, un groupe de sympathisants décida de rétablir cette route historique comme projet religieux, éco-touristique et culturel. La route rassemble depuis lors quelque 3 000 participants qui font annuellement le trajet en quatre jours. En 2007 les services postaux du Brésil émirent un timbre commémorant le 10e pèlerinage sur les pas d’Anchieta.

## Œuvres
- De gestis Mendi de Saa, publié anonymement, Coimbra, 1553. Édition récente par A.Cardoso, Sao Paulo, 1970.
- De Beata Virgine Dei Matre, Lisbonne, 1663. (la + pt) Poema da Virgem
- Teatro de Anchieta, ed. et traduit par A.Cardoso, Sao Paulo, 1977.
- Arte de gramatica da lingua mais usada na costa do Brasil, Coimbra, 1595.
- Cartas. Correspondência ativa e passiva, ed. par H.A. Vionti, Sao Paulo, 1984. (pt) Carta da Companhia
- Doutrina cristã. I. Catecismo brasílico. 2. Doutrina autografia e Confessonário, ed. par A Cardoso, Sao Paulo, 1992.

### Articles liés
- Liste des saints jésuites
- Santidade de Jaguaripe, mouvement millénariste de la fin du XVIe siècle dans la Baie de tous les saints